# Pryteria inifascia
Pryteria inifascia là một loài bướm đêm thuộc phân họ Arctiinae, họ Erebidae.